# Distanța de putere
Distanța de putere (alți termeni: Diferența de putere; Inegalitatea de putere; Ierarhia puterii; Centralizarea puterii) este distribuția inegală a puterii între nivelele unei societăți, considerat laolaltă cu nivelul de acceptare a acelei inegalități; se poate calcula în familie, la locul de muncă sau în alte organizații.
Conceptul este folosit în studiile culturale pentru a înțelege relația dintre indivizii cu putere și cei fără putere sau cu putere mai mică, precum și efectul pe care aceasta îl are asupra întregii societăți. A fost introdus în anii 1970 de Geert Hofstede, care a subliniat o serie de teorii culturale de-a lungul lucrării sale.
Membrii dintr-o rețea de putere pot accepta sau respinge distanța de putere în cadrul cultural al unei instituții, iar Indicele Distanței de Putere (PDI) a fost creat pentru a măsura nivelul de acceptare. PDI poate fi scăzut, moderat sau ridicat.
Există ideea că guvernele democratice apar cel mai frecvent în societățile care au distanță de putere redusă, unde conceptele de ierarhii incontestabile nu sunt înrădăcinate la o vârstă fragedă,  aceste ierarhii fiind comune în societățile cu PDI ridicat.
Geert Hofstede a fost un psiholog social olandez, angajat IBM și and Profesor Emerit la catedra de Antropologie Organizațională și Management International a  Universității Maastricht din Olanda. Între 1960 și 1970, a efectuat un sondaj prin IBM, o companie multinațională de producție de calculatoare, sondaj ce a reprezentat principala contribuție la dezvoltarea teoriei dimensiunilor culturale.
Pe durata studiului, Hofstede a distribuit chestionare către diverși angajați IBM din diferite țări referitoare la diferențele de valoare din cadrul companiei. El a observat diferite niveluri de distanță de putere în stilul de management și a formulat la nivel teoretic patru dimensiuni culturale: individualism/colectivism, masculinitate/feminitate, distanță de putere și evitarea incertitudinii.
Cercetările ulterioare au adăugat o a cincea și o a șasea dimensiune. Sociologii chinezi </link> au identificat orientarea (sau concentrarea) pe termen lung/scurt ca fiind a cincea, iar o replică a studiului lui Hofstede a identificat a șasea: toleranță/reținere. Aceste dimensiuni au fost descrise în lucrarea sa populară, „Consecințele culturii”.
Hofstede a creat și un instrument de măsurare pentru dimensiunea distanței de putere. Indicele Distanței de Putere (The Power Distance Index - PDI) măsoară în ce grad o țară, organizație sau instituție acceptă distribuirea puterii și a autorității; acest indice poate fi mare, moderat sau scăzut.

## Dezvoltare și studii asupra teoriei

### Hofstede

#### Teoria dimensiunilor culturale
Hofstede a dezvoltat teoria dimensiunilor culturale, care este utilizată pe scară largă ca un cadru important pentru comunicarea interculturală . Este cea mai veche teorie care ar putea fi cuantificată și este folosită pentru a explica diferențele percepute între culturi. A fost aplicată pe scară largă în multe domenii, în special în psihologia interculturală, în afacerile internaționale și în comunicarea interculturală.  Pe baza rezultatului unui sondaj global al valorilor angajaților IBM, realizat între 1967 și 1973, teoria dimensiunilor culturale a fost inspirată de procedura statistică (numită și analiza factorială”). Teoria lui Hofstede a identificat șase dimensiuni ale culturii: distanța de putere, individualism vs colectivism, evitarea incertitudinii, masculinitate vs feminitate, orientare pe termen scurt vs orientare pe termen lung și indulgență vs auto-reținere.
Cercetările au sugerat că distanța de putere variază de la cultură la cultură, lucru în special valabil în corporațiile internaționale. Xiaoshuang Lin et al. au constatat într-un studiu că angajații sunt mai înclinați să vorbească atunci când au lideri pe care îi consideră umili. Umilința este o trăsătură adesea asociată cu culturile în care distanța de putere este redusă. Studiul a mai constatat și că atunci când angajații autoconceptualizează puterea, aceștia nu doar au o voce la locul de muncă, ci determină chiar și umilința superiorului. Un astfel de mediu ar rezona dimensiunea colectivismului pe care a propus-o Hofstede ca dimensiune a stilului de management.
PDI este conceput pentru a măsura nivelul de acceptare a diferenței de putere într-o societate, organizație sau instituție de către membrii mai puțin puternici. Indicele atribuie fiecărei țări un scor care indică nivelul de distanță de putere în funcție de  relațiile de dependență. PDI măsoară, de asemenea, nivelul de inegalitate al societății, care este definit de jos în sus, nu de sus în jos. Pentru că PDI folosește valori relative, este preferat în special atunci când sunt comparate țări.
Hofstede a obținut scorurile de distanță de putere în cazul a trei regiuni și a cincizeci de țări utilizând răspunsurile la aceleași întrebări date de angajații IBM care se aflau în posturi similare de putere. PDI a fost calculat prin:
1. Pregătirea celor trei întrebări:
- Cât de des le-a fost frică angajaților să-și exprime dezacordul cu superiorii lor? (scorul mediu pe o scară de la 1 la 5 de la „foarte frecvent” la „foarte rar”) [12]
- Care este percepția pe care subordonații o au asupra stilului decizional real al șefului lor (procentual, se alege pe o scare ce descrie un stil autocratic, până la un stil paternalist, din patru stiluri posibile plus „niciuna dintre  alternativele de mai sus”) [12]
- Preferința pe care o au subordonații pentru stilul de decizie al șefului lor (procent care preferă un stil autocratic sau paternalist sau, bazat pe votul majoritar și care exclude stilul consultativ) [12]

2. Codificarea răspunsurilor ca numere (de ex. 1, 2, 3, 4...)
3. Calcularea scorului ca medie pentru răspunsurile eșantioanelor egale de persoane din fiecare țară, sau ca procentaj pentru cele ce au ales anumite răspunsuri
4. Sortarea întrebărilor în grupuri, utilizând o procedură statistică
5. Adunarea sau scăderea celor trei rezultate după înmulțirea fiecăruia cu un număr fix
6. Adăugarea unui alt număr fix
Hofstede a descoperit că distanța emoțională este relativ mică în culturile cu un PDI mic. Există relații mai democratice (sau, cel puțin consultative) între situațiile de așteptare și acceptare a puterii. Oamenii au o interdependență relativă față de deținătorii de putere, inegalitatea puterii distribuită între oameni este relativ scăzută. În aceste condiții pot fi întâlnite autorități descentralizate și structuri de management unitare, dar nu universale, ceea ce sugerează că managerii și subordonații vor fi, în medie, mai puțin preocupați de statut, iar luarea deciziilor se face cu  distribuția  extinsă a responsabilităților. Politici precum „politica uşii deschise” sunt implementate mai des, ceea ce le permite indivizilor de rang superior să fie mai receptivi la problemele celor de rang inferior; în același timp, subordonații sunt predispuși să provoace sau să ofere sugestii superiorilor lor. Exemple de țări cu PDI scăzut includ Țările de Jos, Regatul Unit, Statele Unite ale Americii, Germania.
În culturile cu PDI mare, relațiile de putere sunt paternaliste⁠(d) și autocratice, iar autoritatea este centralizată; se creează automat o distanță emoțională mare, care este percepută ca distanță între oameni la diferite niveluri ale ierarhiei. Există o dependență considerabilă (cunoscută și ca contradependență) față de cei care dețin puterea. La locul de muncă, subordonații sunt mai dispuși să-și accepte pozițiile inferioare, iar superiorii nu cer, de obicei nicio participare a acestora la procesul decizional. Culturile cu PDI mare adoptă de obicei un stil de conducere autocratic, ceea ce înseamnă că subalternii nu își vor contrazice șefii în mod direct. Conducerea în țările cu PDI mare cred de obicei că nu este nimic în neregulă cu inegalitatea și fiecare are pozițiile meritate. China, Belgia, Franța, Malaysia și lumea arabă sunt privite ca exemple de țări sau regiuni cu culturi PDI ridicat.
Studiul lui Hofstede este limitat de doi factori: neutralizarea și analiza țărilor non-occidentale cu o metodologie occidentală.

### După Hofstede – Studiul GLOBE
Ca urmare a studiilor lui Hofstede, proiectul Global Leadership and Organizational Behavior Effectiveness⁠(d) (GLOBE) a definit distanța de putere ca „gradul în care membrii unei organizații sau societăți se așteaptă și sunt de acord ca puterea să fie distribuită în mod inegal”. Distanța de putere a fost analizată în continuare ca una dintre cele nouă dimensiuni culturale explicate în programul de cercetare GLOBE, care a fost conceput în 1990 de Robert J. House de la Wharton School of Business de la Universitatea din Pennsylvania .

## Aplicații și efecte
Distanța de putere este o dimensiune semnificativă a stilului de management în mediile interculturale, care influențează inconștient comportamentul oamenilor din diferite țări, ceea ce contribuie la așa-numitele „ norme culturale”, modelate, într-o anumită măsură, de percepțiile și acceptarea inegalității de putere. Aceste „norme culturale” duc la diverse reacții atunci când apar situații în care societățile se confruntă cu aceleași situații sau în același mediu. S-a demonstrat existența unor consecințe ce rezultă din acceptarea inegalității în organizații și societăți, în special acolo unde există o distanță de putere ridicată.